# Arameu
L'arameu (arameu: ܐܪܡܝܐ, ârâmâyâ; hebreu: ארמית, arâmît‎) és una llengua semítica parlada al Pròxim Orient actualment per unes 500.000 persones en els seus diferents dialectes, sobretot entre els assiris i els caldeus, i en greu perill d'extinció. És important perquè va arribar a ser la llengua de comunicació més important de la regió i l'idioma de Jesús (i d'alguns escrits de la Bíblia). Originàriament contenia un alfabet particular, després es va escriure usant el sistema fenici i l'hebreu (tots aquests, fonètics). Un dels documents més importants per a estudiar-lo són els controvertits Manuscrits de la mar Morta o Rotlles de Qumran.

## Distribució geogràfica
Durant el segle XII aC, els arameus, els primers parlants d'aquesta llengua, començaren a establir-se en un territori que correspon als actuals països de Síria, Iraq i a l'est de Turquia. Des d'allà s'expandiren a un territori més ampli, que ocupava des de la costa oriental de la Mediterrània fins al riu Tigris. Tot i que la llengua més parlada actualment a l'Orient Mitjà és l'àrab, l'arameu té força importància com a llengua literària i litúrgica, sobretot entre jueus. Amb els conflictes ocorreguts durant els darrers dos segles a la regió, els parlants de l'arameu s'han dispersat per tot el món.

## Dialectes de l'arameu
Amb la fragmentació que ha succeït durant la llarga història de l'arameu, lingüísticament parlant l'arameu no és una llengua sinó un conjunt de llengües interrelacionades, ja que hi ha intel·ligibilitat mútua. L'arameu parlat a Síria s'anomena siríac.
Els dialectes de l'arameu actual es poden classificar en:
- Neoarameu oriental
  - Neoarameu nord-oriental
  - Turoyo
- Neoarameu occidental

## Història
La història de l'arameu es pot dividir en tres grans períodes: l'arameu antic (des de l'origen fins a l'any 200), l'arameu mitjà (200 - 1200) i l'arameu modern o neoarameu (des de l'any 1200 en endavant).
L'arameu antic és un període de formació i consolidació de la llengua. Des dels seus orígens (aproximadament el 1100 aC) a les ciutats estat del Llevant, es va expandir per la zona de Mesopotàmia del nord gràcies a les conquestes assíries, que importaren l'idioma a tot l'Orient Mitjà. Aquesta extensió va suposar també una fragmentació dialectal, marcada des del segle viii aC.
L'any 500 aC marca el clímax de l'arameu antic, ja que en aquesta data Darios I el Gran proclamà l'arameu com una de les llengües oficials del seu imperi, fet que va fer-lo avançar en difusió i estandardització. En aquesta llengua s'escriuran, per exemple, gran part dels textos bíblics.
Alexandre el Gran, i sobretot els seus successors, van difondre el grec com a lingua franca, i durant segles va conviure amb l'arameu a la regió persa. La influència hel·lènica va modificar l'arameu, que tornà a patir un període de forta dialectalització, tot i que continuava tenint un caràcter predominant per a assumptes oficials.
Alguns d'aquests dialectes van evolucionar cap a llengües separades amb el pas del temps, com ara l'idioma mandeu. L'arameu mitjà va esdevenir siríac en la seva llar natal, mentre que altres variants es distingien a l'àrea oriental. El siríac, però, fou la llengua que va mantenir els trets fonamentals de l'arameu durant el període intermedi i modern.

### Arameu antic
Aquest període inclou l'arameu parlat pels arameus des del seu origen fins que es consolida com a llengua franca de la regió. L'arameu antic abasta més de tretze segles d'història de la llengua. Aquest llarg període de temps ha estat escollit de manera que cobreix tots els dialectes que es troben actualment extingits. El punt més important en la història de l'arameu antic té lloc l'any 500 aC, quan es transforma en arameu imperial. Els diferents dialectes de l'arameu de la regió prenen rellevància quan el grec reemplaça l'arameu com a llengua del poder a la regió.

#### Arameu antic primerenc
Comprèn l'arameu des del seu origen. Fou la llengua parlada a les ciutats estat de Damasc, Hama i Àrpad. Hi ha una gran quantitat d'inscripcions que evidencien l'ús més primerenc del llenguatge, que data del segle x aC. Aquestes inscripcions són principalment documents diplomàtics entre les ciutats estat aramees. L'escriptura de l'arameu en aquest període sembla estar basada en l'alfabet fenici, i hi ha una unicitat en el llenguatge escrit. El domini de l'Imperi assiri per Teglatfalassar III a la regió d'Aram a mitjan segle viii aC comportà l'establiment de l'arameu com a llengua franca del Creixent Fèrtil.

#### Arameu antic tardà
Quan l'arameu s'estengué durant el segle viii aC perdé l'homogeneïtat, i diferents dialectes començaren a emergir a Mesopotàmia, Babilònia, Orient Mitjà i Egipte; els més estesos eren els que havien estat influenciats per l'accadi a Babilònia. D'aquesta manera es descriuen en el Segon llibre dels Reis, en què funcionaris d'Ezequies, rei de Judea, pretenen negociar amb els ambaixadors assiris en arameu, de tal manera que el poble no l'entengués. Sobre l'any 600 aC Adon, un rei cananeu, escriu al faraó egipci en arameu.
El caldeu s'utilitzà com a llengua comuna en la dinastia caldea de Babilònia, i s'emprà per descriure l'arameu bíblic, que després fou escrit en un estil més tardà. No s'ha de confondre aquest dialecte amb el neoarameu caldeu.

#### Arameu imperial
L'any 500 aC Darios el Gran establí l'arameu com a llengua oficial a la meitat occidental de l'Imperi persa aquemènida. El dialecte local de l'arameu oriental ja era emprat en aquell temps pels buròcrates de Babilònia, per la qual cosa l'edicte de Darios col·locà l'arameu sobre una base sòlida. El nou arameu imperial fou estandarditzat, la seva ortografia es basava més en les seves arrels històriques que en la pronunciació de qualsevol dialecte parlat, en tant que la influència del persa li donà una nova claredat, flexibilitat i fermesa. L'arameu imperial és també conegut com l'arameu oficial o arameu bíblic. Durant segles després de la caiguda de l'Imperi aquemènida l'any 331 aC davant Alexandre el Gran, l'arameu imperial, establert per Darios, romangué com a llenguatge dominant de la regió.
El terme arameu aquemènida s'empra per descriure l'arameu imperial que es feia servir durant l'Imperi aquemènida. Aquest període de l'arameu es considera generalment des de la proclamació de Darios el Gran aproximadament l'any 500 aC fins a un segle després de la caiguda de l'imperi, el 331 aC. Molts dels documents que testimonien aquesta forma de l'arameu provenen d'Egipte, particularment d'Elefantina, i el més conegut de tots és Paraules d'Ahiqar, un llibre d'aforismes instructius molt semblants al llibre de Proverbis de la Bíblia hebrea. La uniformitat de l'arameu aquemènida és tal que la majoria de les vegades és difícil de determinar on fou escrit un fragment particular del llenguatge.
El 2008 es publicà un grup de trenta documents arameus, datables del segle iv aC, que foren trobats a Bactriana. La importància de la troballa es deu a la manca de material en arameu aquemènida fora d'Egipte i de la Bíblia.

#### Arameu post-aquemènida
La unitat de la llengua i de la literatura aramees no fou destruïda immediatament per la conquesta d'Alexandre el Gran. L'arameu sobrevisqué de manera molt semblant al que decretà Darios el Gran al segle v aC fins als inicis del segle ii. Els selèucides imposaren el grec com a llengua oficial de l'administració de Síria i de Mesopotàmia des del començament del seu domini, per la qual cosa el grec substituí l'arameu com a llengua comuna de la regió ja a partir del segle iii. Tanmateix, l'arameu continuà vigent a Judea, a través del desert de Síria, i s'estengué a Aràbia i a Pàrtia.
Dins d'aquesta categoria es troba l'arameu asmoneu, oficial a Judea entre el 142 i el 37 aC, el qual tingué influència en l'arameu dels texts de Qumran i fou el llenguatge principal de texts teològics no bíblics de la comunitat essènia. El Tàrgum, traducció de la Bíblia hebrea a l'arameu, fou realitzat en aquesta variant d'arameu. L'asmoneu també apareix en cites a la Mixnà i a la Tosefta. La seva escriptura és diferent de l'arameu aquemènida, atès que l'ortografia fa èmfasi en la pronunciació més que no pas en formes etimològiques.
El tàrgum de Babilònia és l'últim dialecte postaquemènida trobat al Tàrgum Ònquelos i el Tàrgum Jonatan, els tàrgums oficials. El tàrgum asmoneu original arribà a Babilònia entre els segles ii i iii i fou modificat d'acord amb el dialecte babilònic contemporani per crear el llenguatge estàndard dels tàrgums. Aquesta combinació formà la base de la literatura jueva de Babilònia durant els segles següents.
El tàrgum de Galilea és semblant al de Babilònia en el fet que es formà a partir de la combinació de l'asmoneu literari amb el dialecte de Galilea, al voltant del segle ii. Tanmateix, no se li adjudica gens d'autoritat, i l'evidència documental mostra que el text ha estat corregit en tant que ha calgut millorar-lo. A partir del segle xi, quan el tàrgum de Babilònia es tornà normatiu, la versió de Galilea s'ha vist influïda notablement per ell.
L'arameu babiloni documental és un dialecte emprat des del segle iii. És el dialecte dels documents privats de Babilònia, i a partir del segle xii, de tots els documents privats jueus en arameu. Es basa en l'asmoneu amb molt pocs canvis, segurament perquè molts dels documents en aquest dialecte eren documents legals, per la qual cosa el llenguatge devia ser comú als jueus en general, i l'asmoneu era aleshores el vell estàndard.
L'arameu nabateu era el llenguatge del regne àrab de Petra d'Aràbia, que entre el 200 aC i el 106 dC abastava la riba oriental del riu Jordà, la península del Sinaí i el nord d'Aràbia. Els nabateus preferien l'arameu a l'àrab, probablement per les seves activitats comercials en caravanes. El dialecte estava basat en l'aquemènida amb influència de l'àrab, modificant la ela per una ena i emprant certs estrangerismes. Hi ha inscripcions nabatees de principis del regne, però la majoria daten dels primers quatre segles després de la nostra era. El llenguatge s'escrigué amb caràcters cursius precursors de l'alfabet àrab modern. L'ús d'estrangerismes s'incrementà fins que al segle IV el nabateu es fusionà amb l'àrab.
L'arameu palmirenc és el dialecte parlat a la ciutat de Palmira, al desert de Síria, des del 44 aC fins al 274 aC. S'escrivia amb caràcters arrodonits, que més endavant donaren pas a l'alfabet siríac. De manera semblant al nabateu, tingué influències de l'àrab, tot i que en menor mesura.
L'arameu arsàcida fou el llenguatge oficial de l'Imperi de Pàrtia entre el 247 i el 224 aC. Fou el que continuà la tradició de l'arameu aquemènida oficialitzat per Darios, tot i que amb el temps patí les influències de l'arameu parlat, el georgià i el persa. Després de la conquesta dels parts per l'Imperi Sassànida, l'arsàcida exercí una influència considerable sobre el nou idioma oficial.

#### Arameu antic oriental tardà
Tots els dialectes mencionats en el subtítol anterior eren descendents de l'arameu imperial. Això no obstant, els diversos dialectes regionals de l'arameu antic tardà convisqueren amb ells, moltes vegades com a llengües parlades. L'evidència d'aquests dialectes es coneix únicament per la seva influència en paraules i noms sobre un dialecte més estàndard. Tanmateix, aquests dialectes parlats es convertiren en llenguatges escrits al segle ii aC i reflecteixen un corrent de dialectes de l'arameu que no eren dependents de l'imperial i mostren una clara divisió entre les regions de Mesopotàmia, Babilònia a l'orient, i Judea i Síria a l'occident.
A orient, els dialectes palmirenc i arsàcida es barrejaren amb les variants regionals, creant una mescla entre el dialecte imperial i el regional. Posteriorment, l'arsàcida esdevingué la llengua mandea, el llenguatge ritual del mandeisme.
Al Regne d'Osroene, centrat a Edessa i fundat l'any 132 aC, el dialecte regional es convertí en l'idimoa oficial, el sirià antic.
L'arameu mesopotàmic oriental florí al costat est del Tigris, amb evidència a Hatra, Assur i Tur Abdin. Tatià, l'autor del Diatesaron, era originari d'Assíria i possiblement escrigué la seva obra en mesopotami oriental i no en sirià antic o grec. A Babilònia, el dialecte regional emprat per la comunitat jueva era el babiloni antic jueu, el qual es veié cada cop més influït per l'arameu bíblic i el targúmic babiloni.

#### Arameu antic occidental tardà
Els dialectes regionals occidentals de l'arameu seguiren un curs semblant als d'orient, tot i que són força diferents de l'arameu imperial i dels dialectes orientals. L'arameu arribà a coexistir amb els dialectes cananeus, tot desplaçant eventualment el fenici al segle I aC i l'hebreu al segle iv.
La forma més ben testimoniada de l'arameu antic occidental tardà és la que feia servir la comunitat jueva. Aquesta forma es coneix com a palestí jueu antic, i n'és la forma més antiga el jordà oriental antic, que probablement provingué de la regió de Cesarea de Filip. Aquest és el dialecte en què està escrit el manuscrit més antic d'Henoc (170 aC). La fase següent distintiva de l'idioma es coneix com a judaic antic, ja al segle ii. Aquest llenguatge es pot trobar en diverses inscripcions i en cartes personals, cites preservades del Talmud i rebuts de Qumran. La primera edició de La guerra dels jueus de Flavi Josep s'escrigué en judaic antic.
El jordà oriental antic continuà emprant-se envers el segle I en comunitats paganes que vivien a l'est del riu Jordà, i es coneix també aquest dialecte com a palestí pagà antic. S'escrivia amb una lletra cursiva semblant a la del sirià antic. Hi ha la possibilitat que hagi sorgit un dialecte palestí cristià antic a partir del pagà, el qual pot estar relacionat amb una tendència a l'arameu occidental trobada en els Evangelis sirians antics.

#### Dialectes parlats en temps de Jesús

Dialectes arameus entre les llengües semítiques de l'antiguitat

Als encontorns d'Israel-Palestina —a més dels dialectes hebreus de Qumran i de la Mixnà—, en temps de Jesús es parlaven set dialectes de l'arameu occidental. Eren probablement diferents, tot i que mútuament intel·ligibles. El jueu antic era el dialecte dominant de Jerusalem i de Judea. A la regió d'Ein Guedi es parlava el dialecte jueu sud-oriental. Samària tenia el seu propi dialecte distintiu, l'arameu samarità, en què les consonants he, jet i ayin es pronunciaven totes com àlef.
L'arameu galileu, el dialecte de la regió natal de Jesús, és conegut únicament en uns quants topònims, les influències del galileu targúmic, alguna literatura rabínica i unes poques cartes privades. Probablement es caracteritzava pel fet que els diftongs mai no se simplificaven en vocals senzilles.
A l'est del Jordà es parlaven diversos dialectes del jordà oriental. A la regió de Damasc i a les muntanyes d'Antilíban es parlava l'arameu damascè, deduït a partir de l'arameu occidental modern. Finalment, al nord d'Alep es parlava el dialecte occidental arameu orontès.
A més de l'hebreu i de l'arameu, el grec es feia servir als centres urbans, tot i que els papers exactes d'aquests llenguatges parlats són encara motiu de debat. Es suggereix que l'hebreu era un llenguatge local, l'arameu un llenguatge internacional de l'Orient Mitjà i el grec el llenguatge administratiu de l'Imperi romà. Les tres llengües s'influïren mútuament, sobretot l'hebreu i l'arameu, incorporant paraules hebrees a l'arameu jueu. Inversament, també l'hebreu incorporà paraules aramees.
De la mateixa manera, la versió grega del Nou Testament conserva sovint semitismes no grecs, incloent-hi transliteracions de paraules semítiques:
- Algunes paraules d'origen hebreu: l'ordre de Jesús ephphatha, εφφαθα, una forma de l'imperatiu hippataj, הִפָּתַח, 'Que s'obri!'.[3]
- D'altres d'origen arameu: la paraula talitha, Ταλιθα, que pot representar el substantiu talyĕthā, טַלְיְתָא, 'adolescent'.[4]
- I d'altres que poden ser tant hebrees com aramees, com rabbounei, Ραββουνει, que pot ser ribboni, רִבּוֹנִי, 'el meu mestre' en totes dues llengües.[5]

L'evidència suggereix un ambient lingüístic complex, i cal anar amb compte amb les dades.
El 2004, la producció de la pel·lícula The Passion of the Christ feu un ús profús de diàlegs en arameu, sobretot reconstruït per William Fulco. Malgrat els esforços, alguns parlants d'arameu qualificaren l'idioma emprat com forçat i poc familiar. A més, l'arameu parlat a la pel·lícula és arameu siríac dels segles vii i viii i no pas l'arameu palestí com el que parlava Jesús al segle i.

### Arameu mitjà

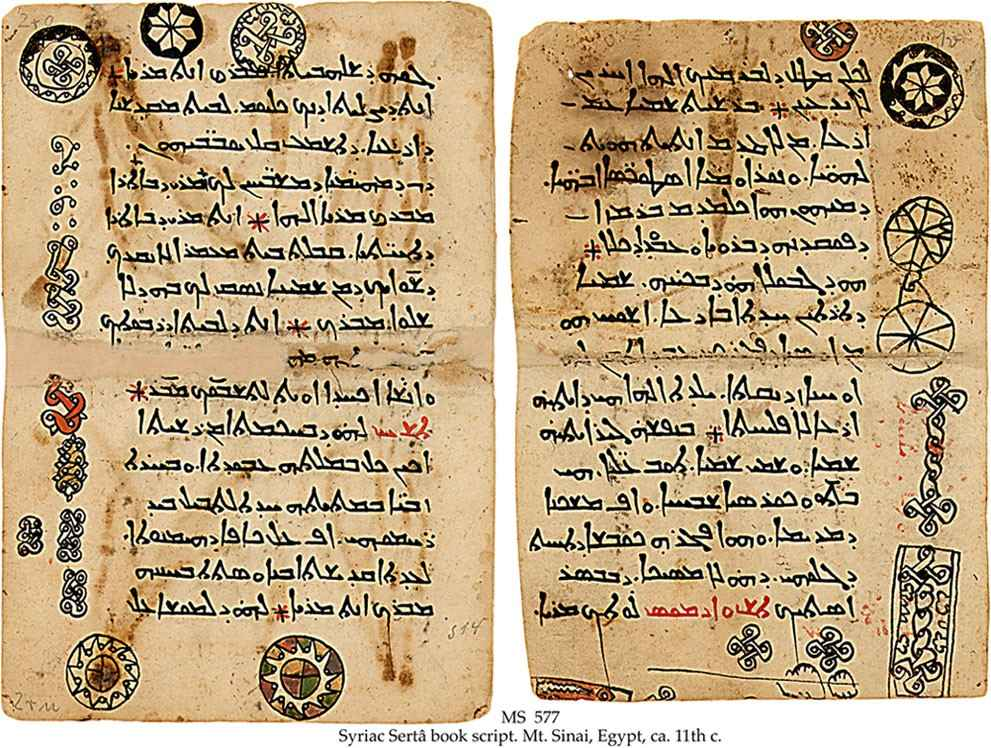
Llibre del escrit en alfabet siríac

Es considera el segle iii com el límit cronològic entre l'arameu antic i l'arameu mitjà, atès que durant aquest segle la naturalesa de diversos llenguatges i dialectes arameus comença a canviar. Els descendents de l'arameu imperial deixen d'existir com a llengües vives, i els llenguatges regionals de l'est i de l'oest començaren a produir noves literatures. A diferència de molts dels dialectes de l'arameu antic, hi ha força coneixement del vocabulari i la gramàtica de l'arameu mitjà.

#### Arameu oriental mitjà
Només dues de les llengües aramees orientals continuaren existint en aquest període. Cap al nord de la regió, el siríac antic es transformà en siríac mitjà; mentre que al sud, el jueu babiloni antic produí el jueu babiloni mitjà. Simultàniament, el dialecte postaquemènida arsàcida es transformà en el precursor de la nova llengua mandea.

##### Siríac mitjà

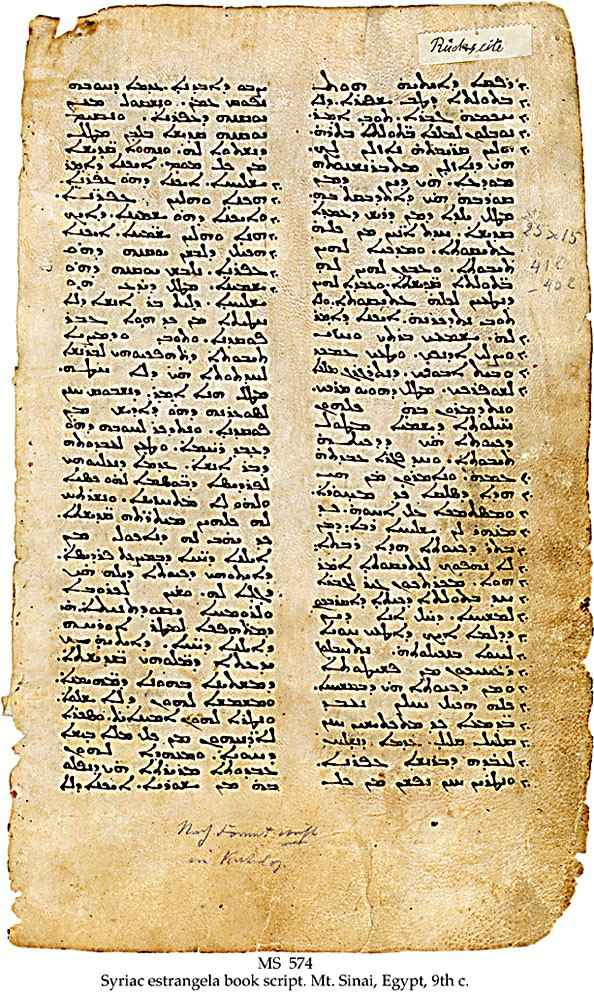
Manuscrit siríac del. Homilia de l'Evangeli segons sant Joan per Joan Crisòstom

El siríac mitjà és la llengua clàssica, litúrgica i literària de l'Església catòlica siríaca actual. El seu apogeu tingué lloc entre els segles IV i VI, començant amb la traducció de la Bíblia a aquesta llengua, la Peixitta i la prosa i poesia d'Efraïm de Síria. A diferència del seu predecessor, el siríac mitjà és una llengua netament cristiana, tot i que amb el temps es transformà en la llengua d'aquells que s'oposaven al domini del lideratge romà d'Orient de l'Església a Orient. L'activitat missionera produí l'expansió del siríac per Pèrsia, l'Índia i la Xina.

##### Arameu jueu babiloni mitjà
L'arameu jueu babiloni mitjà fou emprat per escriptors jueus a Babilònia entre els segles IV i XI. És identificat normalment com la llengua del Talmud babiloni, completat al segle VII i la literatura posttalmúdica, que són els productes literaris més importants del judaisme babiloni. Les fonts epigràfiques més importants d'aquest dialecte són els atuells màgics arameus inscrits amb caràcters jueus.

##### Mandeu
El mandeu és un dialecte germà de l'arameu jueu babiloni, tot i que és tant lingüísticament com culturalment diferent. El mandeu clàssic és la llengua en què es compongué la literatura religiosa mandea. Es caracteritza per una ortografia altament fonètica.

## Vocabulari
Numerals en diferents llengües aramees, transliterades a l'alfabet romànic:
| Numerals | Síriac  | Mandeu   | Turoyo | Occidental | Protoarameu     |
| -------- | ------- | -------- | ------ | ---------- | --------------- |
| 1        | xaa'    | hədo     | ħa ħdo | aħħad      | *ħad            |
| 2        | tre'    | tren     | tre    | ithr       | *tren           |
| 3        | tlaatha | klootho  | tlotho | ethlath    | *tlaatha        |
| 4        | 'arba   | arbo     | arbo   | arpa       | *'arbaa         |
| 5        | xamsha  | hamsho   | ħamsho | ħammesh    | *ħamsha         |
| 6        | 'əshta  | shettho  | əshto  | seth       | *'əshta *shetta |
| 7        | sho'a   | shuwwo   | shawo  | eshba      | *shaba          |
| 8        | tmanya  | thəmoono | tmənyo | thmoon     | *tmanya         |
| 9        | təsh'a  | etshtsho | təsho  | etsha      | *tesh'a *'ətsha |
| 10       | 'əsra   | æsro     | asro   | esar       | *'əsra          |